# BodyZone
BodyZone（ボディーゾーン）は、アダルトビデオメーカーの中で「腹パンチ」フェチだけを扱った腹パンチフェチビデオ制作会社。
Body ZoneやBODYZONEのような表記もある。

## 概要
腹パンチフェチ

## 女優
一般アダルトビデオで名の知られる女優の出演作もある。
- 『天海ゆり 意識喪失』(2007年9月10日、BZ-62)
- 『久我かのん 腹パンチ』(2018年2月19日、BD-159)